# Henri Desgrange
Henri Antoine Desgrange, född den 31 januari 1865 i Paris, död den 16 augusti 1940 i Grimaud, var en fransk tävlingscyklist och sportjournalist. Som cyklist är han mest känd för att ha satt det första erkända timrekordet (35,325 kilometer, den 11 maj 1893 på Vélodrome Buffalo i Paris). Därefter var han direktör för velodromen i Parc des Princes, varefter han 1900 blev den förste chefredaktören för den nystartade sporttidningen L'Auto-Vélo (från 1903 L'Auto), som 1903 arrangerade det första Tour de France och Desgrange betraktas därför som loppets skapare (även om själva idén kom från en av journalisterna på tidningen, Géo Lefèvre). Han var också loppets direktör från första upplagan till och med 1935, då han avgick av hälsoskäl. Han efterträddes av Jacques Goddet (som även tog över chefredaktörsposten).